# Actinodaphne pilosa
Actinodaphne pilosa är en lagerväxtart som först beskrevs av João de Loureiro, och fick sitt nu gällande namn av Elmer Drew Merrill. Actinodaphne pilosa ingår i släktet Actinodaphne och familjen lagerväxter. Inga underarter finns listade i Catalogue of Life.